# Eropina

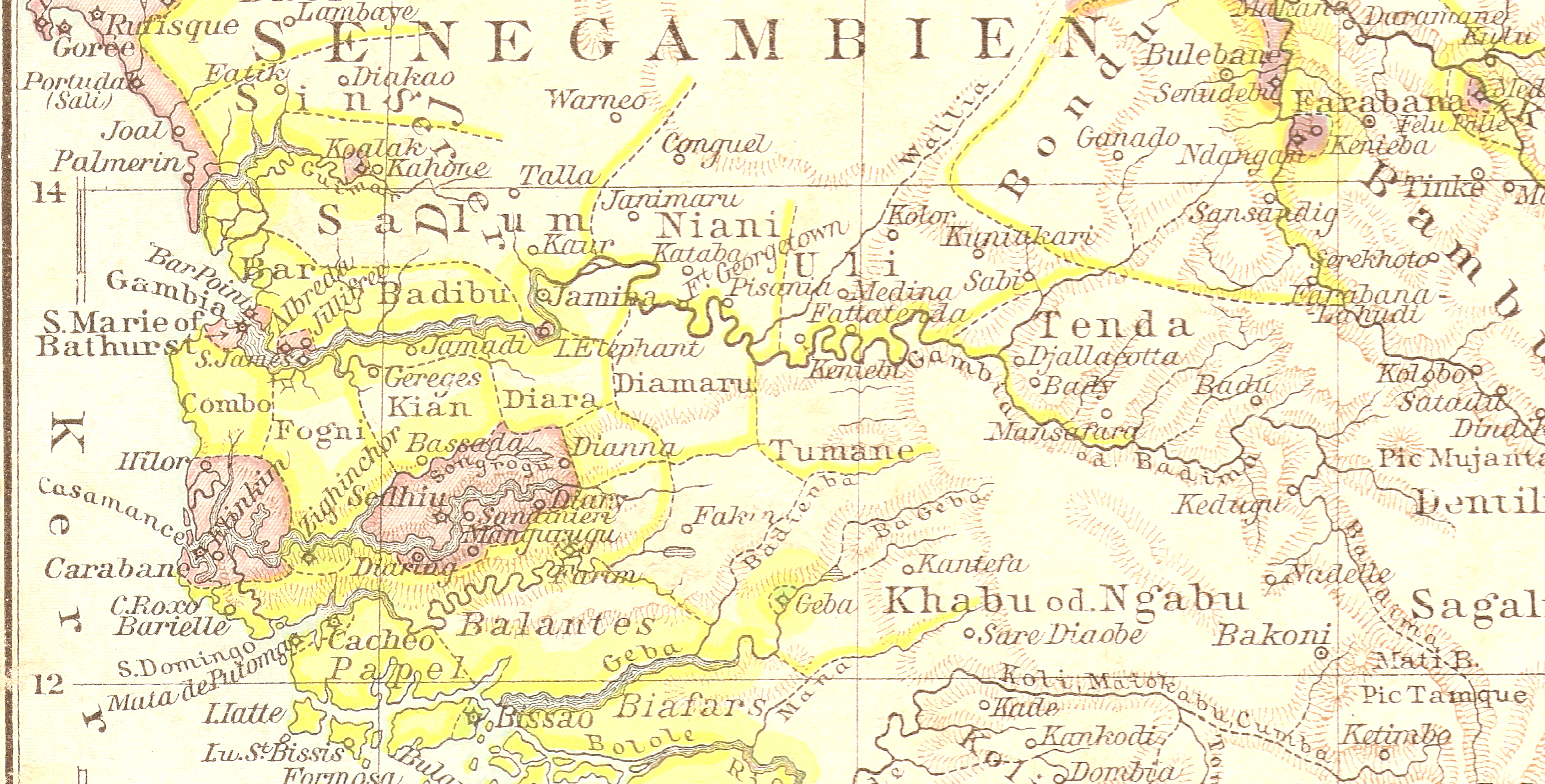
Alte Karte aus dem Andrees Allgemeiner Handatlas (1881) mit der Lage von Jamina

Eropina, auch Wuropana geschrieben, war ein historisches Reich im heutigen westafrikanischen Staat Gambia.

## Geschichte
Das Reich war vom frühen 18. Jahrhundert bis Mitte des 19. Jahrhunderts eines der neun Reiche der Mandinka am südlichen Ufer des Gambia-Flusses, gegenüber der Insel Deer Island. Es umfasste im Kern den heutigen Distrikt Niamina East und grenzte im Westen an das Reich Niamina, im Südosten war das Reich Jimara benachbart. In der Karte von 1881 Eropina nicht zu finden; stattdessen ist Niamina in der Namensvariante Jamina entsprechend nach Osten vergrößert dargestellt.
Aus dem Jahr 1732 gibt es zwei historische Karten mit den Titeln A map of the River Gambia from its mouth to Eropina und A map of the River Gambia from Eropina to Barrakunda. Diese zeigen den Flusslauf von der Mündung in den Atlantischen Ozean bis Eropina sowie von Deer Island bis Barrakunda. Auf der ersten Karte sind am rechten Blattrand Eropina als Name eines Ortes und eines Wasserlaufs verzeichnet. Auf der zweiten Karte findet sich am linken Blattrand Eropina als Name des entsprechenden Staatswesens.